# Marco de Castro
Marco de Castro (São Paulo, 26 de dezembro de 1977) é um escritor e jornalista brasileiro.
É autor do conto "Morto não fala", inspiração para o roteiro do filme de mesmo nome, lançado em 2018, pela Globo Filmes, com direção de Dennison Ramalho. Marco é também jornalista e editor do site R7.

## Biografia
Marco nasceu na capital paulista, em 1977. Fã de terror desde criança, assistia a muitos filmes do gênero. Leitor de quadrinhos, lia muito X-Men e Batman. Sua mãe, ao ver seu gosto por filmes de terror, começou a lhe dar livros de Agatha Christie. Formado em jornalismo pela Faculdade Cásper Líbero, começou a carreira no jornal Agora São Paulo, como estagiário e, posteriormente, como repórter. Em 2006, foi para o Diário de S. Paulo, onde foi editor-assistente do caderno das Cidades.
Em 2010, Marco retornou ao Agora como subeditor do Caderno Show!, função em que trabalhou até 2014, quando foi para o UOL, onde foi subeditor de Entretenimento e da página principal do portal online. Desde o início de 2018, é editor da página principal do portal R7.
Começou a escrever contos de terror ao entrar em contato com a realidade violenta dos bairros periféricos da Grande São Paulo, durante as reportagens que fazia para o jornal Agora. Era comum o jornalista entrevistar parentes de mortos em crimes violentos na porta do Instituto Médico Legal e em seus intervalos na redação começar a escrever.
Começou publicando seus trabalhos em dois blogs, o Desgraceira, com crônicas, e o Casa do Horror, com seus trabalhos de ficção. Dois de seus contos publicados online foram adaptados para o cinema pelo diretor Dennison Ramalho e pela Globo Filmes. Morto Não Fala conta a história de um atendente do IML Leste, da capital paulista, que tem o dom de falar com os mortos. O longa explora a violência e a questão de classe no Brasil. O segundo conto, “Um Bom Policial”, foi adaptado como o curta-metragem chamado Ninjas.
O filme Morto Não Fala estreou no cinema nacional no dia 10 de outubro de 2018, depois de passar pelas telas de cinemas da Rússia e do México.
Em 2021 seu livro Morto Não Fala E Outros Segredos de Necrotério foi lançado pela DarkSide Books. Pela mesma editora, faz parte do livro Antologia Dark, de 2019. Marco também é compositor e vocalista das bandas punk Aparelho e Coice.